# Franz Ludwig von Pückler
Graf Franz Ludwig von Pückler (* 22. März 1748; † 23. Juli 1810 in Carlsburg) war k.k. Generalmajor, titular Feldmarschall-Lieutenant und zuletzt Kommandant von Carlsburg in Siebenbürgen.

## Herkunft
Er entstammt der Linie Groditz. Seine Eltern waren der Graf Franz Sylvius von Pückler (* 18. April 1691; † 14. August 1754) und dessen zweite Ehefrau Maria Caroline Brigitte von Nostitz-Rieneck (* 15. September 1716; † 5. November 1780).

## Leben
Er kam am 1. März 1769 als Hauptmann in das Infanterie-Regiment Nr. 37 (Siskovics), wo er am 29. November 1783 zum zweiten und am 1. Mai 1784 zum ersten Major befördert wurde. Im gleichen Jahr beteiligte sich Pückler mit einer Division des Regiment an der Niederschlagung des Walachen Aufstandes in Siebenbürgen.
Am 20. April 1786 erfolgte seine Beförderung zum Oberstleutnant und gleichzeitig kam er in das Infanterie-Regiment Nr. 51. Im Februar 1788 übernahm er das aus den Grenadier Divisionen von Nr. 31 und 51 gebildete Grenadier-Bataillon (vormals Poppini), mit welchem er nach Beendigung des 8. Türkenkrieges Ende Oktober 1789 nach Ofen, im Dezember nach Waitzen, im Februar 1790 nach Mähren und bald darauf in die Niederlande marschierte.
Pückler zeichnete am Beginn des Ersten Koalitionskriegs den Jahren 1792 und 1793 auf den niederländischen Kriegsschauplätzen an der Spitze seiner Grenadiere durch besondere persönliche Tapferkeit wiederholt rühmlich aus, aber er wurde auch mehrmals schwer verwundet. Am 18. März 1793 erfolgte seine Beförderung zum Oberst und die Ernennung zum Kommandeur des Regiments. Er kommandierte während der Kampagne in Galizien und führte es gelegentlich der Kommandierung auf den Kriegsschauplatz nach Italien und im Jahr 1796 bis nach Kärnten. Pückler fühlte sich bereits beim Antritt des Marsches leidend und schleppte sich nur mühsam, die alten Wunden waren aufgebrochen, bis Klagenfurt, wo er infolge heftiger Schmerzen und großen Kraftverlustes das Kommando abgeben musste. Nach einer am 14. November 1796 erfolgten Untersuchung wurde er dienstuntauglich erklärt. Pückler als Generalmajor zur Disposition gestellt und am 1. Februar 1799 mit dem Charakter als Feldmarschall-Lieutenant in den Ruhestand versetzt. Im Jahr 1805 wurde er noch zum Kommandanten der Festung Carlsburg in Siebenbürgen ernannt, wo er am 23. Juli 1810 starb.

## Familie
Pückler heiratete die Freiin Anna Barbara von Trautenberg.
- Wilhelm Friedrich (* 4. August 1783; † 4. August 1853 in Wien), Oberstleutnant a. D. ⚭ N.N.

Nach dem Tod seiner ersten Frau heiratete er die Freiin Babette Maria von Enzenberg. Das Paar hatte mehrere Kinder:
- Joseph Franz Karl (* Juni 1799; † 1834)
- Julius Cäsar (* Januar 1801; † 1835)
- Rudolf Ernst (* August 1805; † 1843)